# Битва біля Біг-Року
«Битва біля Біг-Року» (англ. Battle at Big Rock) — американський короткометражний науково-фантастичний фільм режисера Коліна Тревороу. Він є частиною франшизи «Парк Юрського періоду», та відбувається після подій фільму «Світ Юрського періоду 2». У фільмі знімались Андре Холланд, Наталі Мартінез, Мелоді Хард та Пірсон Сальвадор. Його прем'єра відбулася на FX 15 вересня 2019, після чого він вийшов онлайн.

## Сюжет
Через рік після подій фільму «Світ Юрського періоду 2», сім'я з Окленда, Каліфорнія, вирушає в Національний парк Біг-Рок у Північній Каліфорнії, який знаходиться приблизно за 32 кілометри від місця втечі динозаврів у «Світі Юрського періоду 2».
Сім'я насолоджується кемпінгом, коли до них приходять насутоцератопс із дитинчам. Раптом на дитинча нападає алозавр, і мати намагається захистити своє потомство. Між двома динозаврами починається битва, і сім'я ховається всередині свого фургона. Врешті-решт з лісу з'являється ще один насутоцератопс, який відганяє алозавра. Насутоцератопси відходять, але наймолодша дитина у сім'ї починає плакати. Почувши плач, алозавр намагається з'їсти сім'ю всередині фургона. Однак одна із дочок стріляє в око алозавра з арбалета, і той втікає.
В сцені під час титрів показуються сцени співіснування стародавніх рептилій та людей у стилі «знайдений кадр»: зграя компсогнатусів переслідує маленьку дівчинку, автомобіль розбивається через раптову появу стегозавра, рибалки на човні мирно пропливають повз паразауролофа, мозазавр з'їдає велику білу акулу, після того, як та проковтує тюленя, а птеранодон нападає на голуба, якого випустили на весіллі.

## В ролях
| Актор            | Роль    |
| ---------------- | ------- |
| Андре Голланд    | Деніс   |
| Наталі Мартінез  | Маріана |
| Мелоді Хард      | Кадаша  |
| Пірсон Сальвадор | Матео   |
| Кріс Фінлейсон   | Ґреґ    |
| Ноа Коул         | немовля |
| Ітан Коул        | немовля |

## Виробництво

### Розробка
Ідея фільму виникла, коли Universal Studios запитали Тревороу, чи зацікавлений він у виробництві короткометражного фільму «Світ Юрського періоду», і він погодився. Тревороу написав сценарій разом з Емілі Кармайкл, яка вже писала сценарій разом з ним для «Світу Юрського періоду 3». Сюжет фільму залишався незмінним протягом усього виробництво проєкту, оскільки Тревороу вважав, що логічним наступним кроком для франшизи буде зустріч звичайних людей та динозаврів після подій «Світу Юрського періоду 2».
Щоб зберегти проєкт у таємниці, прослуховування та кастинг не проводилися. Знайомий Тревороу допоміг таємно знайти дітей-акторів для фільму. Фільм «Битва біля Біг-Року» відзначив акторський дебют Мелорі Хард. Для головних дорослих ролей Тревороу обрав Андре Холланда та Наталі Мартінез, оскільки він захоплювався їхньою акторською грою в інших фільмах.

### Знімання
Знімання відбувалося в Ірландії в січні 2019 року. Одним із місць знімання був маєток Поверсурт. Ірландію обрали через численні секвої за межами Дубліна, які утворюють краєвиди, схожі на краєвиди національних парків Північної Каліфорнії. Знімання тривало 5 днів, та у ньому взяло участь небагато людей. Ларрі Фонг був оператором. Значна частина фільму була знята за допомогою ручних камер, оскільки Тревороу хотів побачити, чи схвалено глядачі сприймуть такий стиль у фільмі франшизи. Пізніше він дізнався, що глядачам це сподобалось.
Компанія Industrial Light & Magic створила CGI-динозаврів для фільму, а також макети, на основі яких були зроблені комп'ютерні ефекти, тоді як Джон Розенгрант з Legacy Effects створив аніматронного алозавра. Фільм мав набагато менший бюджет, ніж будь-який із повнометражних фільмів франшизи. Спочатку він був коротшим за 8 хвилин, але Тревороу вирішив додати додаткові сцени з динозаврами під час титрів. Він не міг зняти додаткові кадри, тому знайшов декілька відео в YouTube, та придбавши права на них, додав на них динозаврів.

## Музика
Емі Доерті створила музика для фільму. Після того, як у 2018 році з нею зв'язалися щодо створення музики для «Битви біля Біг-Року», у тому ж році вона зустрілася з Тревороу, і він обрав її для композиції фільму. Після завершення зйомок, протягом наступних чотирьох місяців, композиції редагували для відповідності з подіями фільму. Музичний запис відбувся в студії Abbey Road, де у травні 2019 року музичні композиції склав оркестр з 80 осіб.

## Реліз
Спочатку фільм повинен був супроводжувати фільм Universal «Хоббс і Шау» під час його театрального релізу у серпні 2019 року. 10 вересня того ж року було оголошено, що замість цього фільм буде показаний на телеканалі FX. Тревороу був здивований обсягом секретності проєкту до його оголошення. Mattel випустили іграшки, присвячені фільму, також про нього було відомо фан-сайту, але загалом його виробництво залишалося в таємниці. Після телевізійної прем'єри фільм вийшов онлайн на офіційному YouTube-каналі франшизи, а також на JurassicWorld.com та вебсайті NBC.

## Критика
Фільм отримав визнання як критиків, так і шанувальників. Стюарт Херітейдж з The Guardian назвав «Битву біля Біг-Року» "безумовно найкращим в серії ["Світ Юрського періоду"]". Джулія Александр із The Verge стверджувала: «[У фільмі] є все, чого бажає фанат „Парку Юрського періоду“…». Чарльз Пулліам-Мур з io9 описав його як «солідний». Джош Міллікан з Dread Central описав його як «смачне маленьке частування». Майк Реєс з CinemaBlend описав фільм як «[хороше] видовище для перегляду».